# Gedobeh
Gedobeh (ook: Jeenyo Laaye) is een dorp in het district Oodweyne, regio Togdheer, in de niet-erkende staat Somaliland, en dus formeel gelegen in Somalië.
Gedobeh ligt op ca. 955 m hoogte in een aride vlakte, 67 km ten zuiden van de districtshoofdstad Oodweyne en ca. 19 km van de grens met Ethiopië. Het dorp bestaat uit een tweetal korte parallelle straatjes. Rondom het dorp liggen verspreide en omheinde berkads; opvallend is dat een aantal daarvan een dak heeft om verdamping tegen te gaan.
Gedobeh is alleen via zandwegen verbonden met de rest van het district. Dorpen in de buurt zijn Barcad (8,8 km), Galkagudubi (15,2 km), Obsiiye (19,0 km), Reidab Khatumo (20,6 km) en Balumbal (21,2 km). De twee laatstgenoemde plaatsjes liggen aan de grens met Ethiopië.
In of rond Gedobeh ligt een terrein waarvan bekend is of vermoed wordt dat er antipersoneelsmijnen liggen.

## Klimaat
Gedobeh heeft een tropisch steppeklimaat met een gemiddelde jaartemperatuur van 23,9 °C; de temperatuurvariatie is gering; de koudste maand is januari (gemiddeld 20,9°); de warmste september (26,0°). Regenval bedraagt jaarlijks ca. 244 mm; in april en mei valt bijna de helft daarvan tijdens de zgn. Gu-regens. Er is een tweede, minder uitgesproken regenseizoen in september-oktober (de zgn. Dayr-regens); het droge seizoen is van december - februari.